# Pseudanthenea grayi
Pseudanthenea grayi is een zeester uit de familie Oreasteridae.
De wetenschappelijke naam van de soort werd in 1875 gepubliceerd door Edmond Perrier. De originele combinatie van deze naam wordt in de literatuur niet gegeven, en hoewel de namen Pseudanthenea grayi en Anthenea grayi, beide van Perrier uit 1875, onafhankelijk van elkaar als geaccepteerde namen voorkomen, betreft het mogelijk synoniemen.